# Jeroen van Dijk
Jeroen Michiel Laurens van Dijk (Róterdam, 26 de agosto de 1971) es un deportista neerlandés que compitió en bádminton. Ganó una medalla de bronce en el Campeonato Europeo de Bádminton de 1996, en la prueba individual.

## Palmarés internacional
| Campeonato Europeo | Campeonato Europeo  | Campeonato Europeo | Campeonato Europeo |
| Año                | Lugar               | Medalla            | Prueba             |
| ------------------ | ------------------- | ------------------ | ------------------ |
| 1996               | Herning (Dinamarca) | Medalla de bronce  | Individual         |